# Katarzyna Antonina Sowińska
Katarzyna Antonina Sowińska, z domu Schraeder, primo voto Jonasowa (ur. 10 stycznia 1776 w Warszawie, zm. 9 czerwca 1860 tamże) – polska działaczka patriotyczna i charytatywna, żona generała Józefa Longina Sowińskiego.

## Życiorys

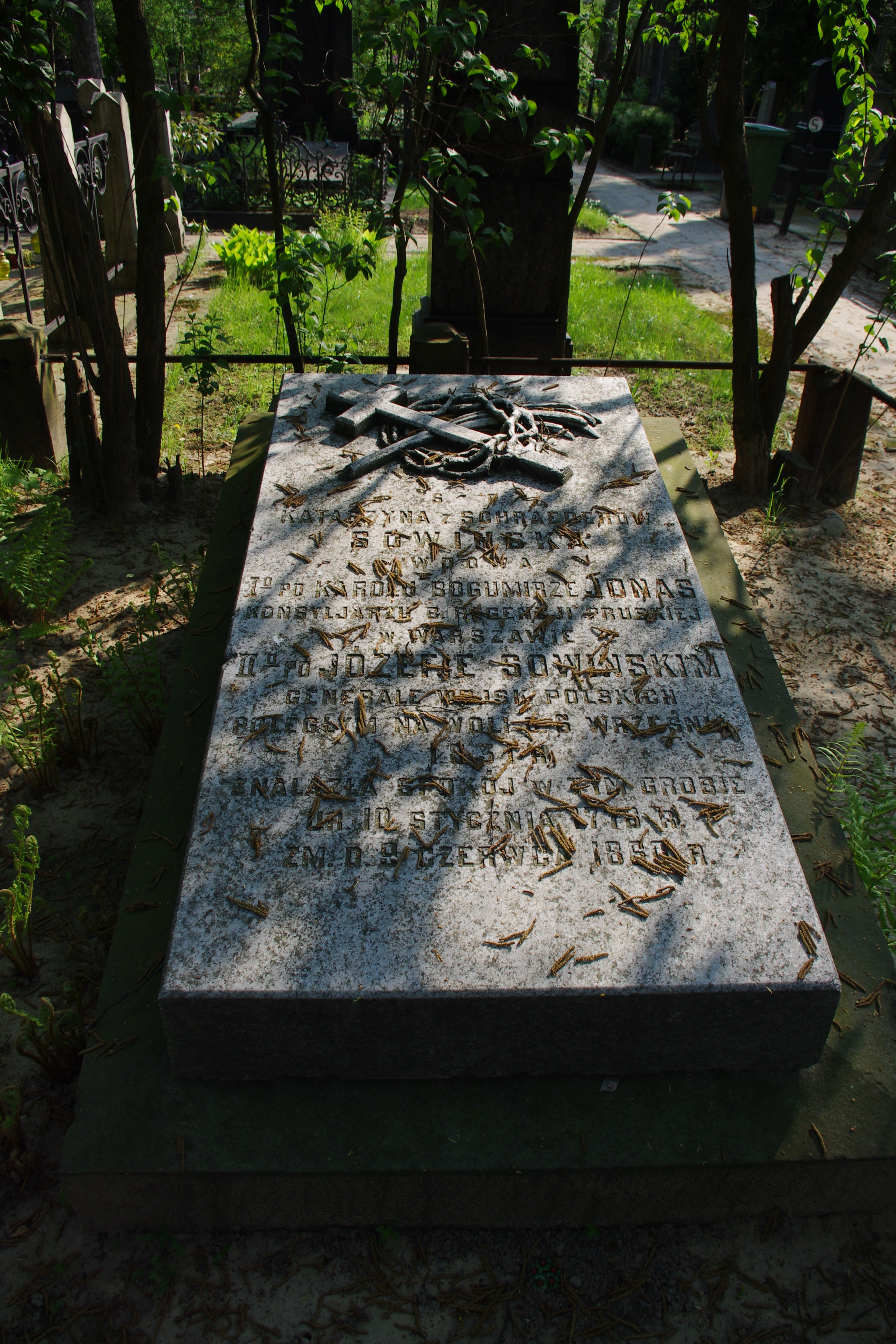
Grób Katarzyny Antoniny Sowińskiej na Cmentarzu ewangelicko-reformowanym w Warszawie

Była córką probierza i zarządcy Mennicy Warszawskiej Jerzego Antoniego Schroedera (ok. 1738–1799) oraz jego drugiej żony Katarzyny Małgorzaty z domu Bregencer (ok. 1738–1812). Odebrawszy staranne wykształcenie domowe, została uczennicą warszawskiej pensji Ledwańskiej-Kowalskiej. Była także znakomicie wykształcona muzycznie, a w swoich czasach uchodziła nawet za wirtuozkę gry na klawesynie. Gdy była nastolatką, w latach ok. 1791-1793 pobierała lekcje gry na klawesynie u przebywającego wówczas w Warszawie Josepha Woelffla (1773-1812), wówczas znanego wiedeńskiego pianisty, kompozytora, pedagoga, przyjaciela i ucznia W.A. Mozarta (1756-91), a także późniejszego rywala i przyjaciela L. van Beethovena. Woelffl zadedykował pannie Katarzynie Schroeder (w przeszłości błędnie identyfikowanej jako Katona Schroeder) pierwszy opus swoich sonat fortepianowych, wydany w Wiedniu w 1795 roku. Około 1795 wyszła po raz pierwszy za mąż, za Niemca Karla Gottlieba Jonasa, pełniącego od 1798 funkcję komisarza sprawiedliwości przy Rejencji departamentu Prus Południowych w Warszawie. Jonas zmarł 4 kwietnia 1808. Wdowa była od marca 1809 członkinią, z nominacji Izby Edukacyjnej Księstwa Warszawskiego, Rady Dozorczej Dam, która to instytucja nadzorowała szkoły i pensje żeńskie.
9 lipca 1815 zawarła ślub cywilny z oficerem artylerii Józefem Longinem Sowińskim, komendantem Szkoły Wojskowej Aplikacyjnej. W otwartym dla towarzystwa salonie Sowińskich bywał m.in. nauczyciel Szkoły Aplikacyjnej Mikołaj Chopin razem z synem Fryderykiem; będąc osobą muzykalną Katarzyna Sowińska grywała z tym ostatnim na fortepianie na cztery ręce, a w grudniu 1824 młody kompozytor dedykował jej swoje Wariacje E-dur na temat niemieckiej pieśni Steh'auf, steh'auf, o du schweitzer Bub, którą Sowińska usłyszała na jednym z koncertów w wykonaniu niemieckiej śpiewaczki Henrietty Sontag.
W grudniu 1830 po wybuchu powstania listopadowego Sowińska należała do grupy warszawianek, która na wzór kół kobiecych w Prusach w dobie wojen napoleońskich postanowiła powołać Związek (Towarzystwo) Dobroczynności Patriotycznej po Domach. Sekundowały jej m.in. Klementyna z Tańskich Hoffmanowa, Amelia Wulfers, Aleksandra Tarczewska, Anna Suchodolska, Klaudyna Potocka, Emilia Sczaniecka. Towarzystwo stawiało sobie za cele zaktywizowanie kobiet do pracy charytatywnej, organizowanie zbiórek na wyposażenie ochotników powstańczych, pielęgnowanie rannych, opiekę nad rodzinami poległych oraz utrzymywało ścisłą współpracę z Komitetem Opieki Franciszka Nakwaskiego i służbą zdrowia powstania listopadowego. Po bitwie o Olszynkę Grochowską 25 lutego 1831 Sowińska udostępniła na potrzeby zorganizowania lazaretu własne mieszkanie przy Szkole Aplikacyjnej.
6 września 1831 poległ w obronie Woli jej mąż, upamiętniony w utworze Juliusza Słowackiego Sowiński w okopach Woli. Na wieść o jego śmierci wdowa udała się na pole walki i osobiście szukała ciała, bez powodzenia; jedynie kilka dni później otrzymała laskę męża, znalezioną przez jednego z rosyjskich żołnierzy. Nie mając własnego potomstwa, całą energię zaangażowała w Związek Dobroczynności Patriotycznej, i w październiku 1831 w związku z wyjazdem z kraju Klementyny Hoffmanowej została jego naczelną opiekunką. Na cotygodniowe spotkania Związku przeznaczyła swoje mieszkanie na Krakowskim Przedmieściu. Podobnie jak w okresie powstania gromadzono środki, by wspierać rannych opuszczających szpitale oraz wdowy i dzieci poległych, zbierano i przekazywano potrzebującym odzież i obuwie. Część ze środków uzyskiwano z prywatnych loterii. Sowińska współpracowała też z opiekującym się więźniami kapucynem Beniaminem Szymańskim (późniejszym biskupem podlaskim), organizując potajemne wyjazdy powstańców z Królestwa Polskiego. Jej działalność nie uszła uwadze władz carskich, które w 1832 objęły Związek nadzorem policyjnym, Sowińską zmuszając do wydania dokumentów oraz usiłując wymusić na niej podpisanie deklaracji o zaprzestaniu działalności.
W 1833, na wiadomość o zaprezentowaniu na przyjęciu w Petersburgu przez cara dwóch rzekomych synów Sowińskiego, bez powodzenia próbowała w warszawskiej prasie opublikować oświadczenie, że jest bezdzietna. W obawie przed próbami pozbawienia jej majątku na rzecz rzekomych dzieci męża, odziedziczone dobra ziemskie Wyględów i Wierzbno rozparcelowała między włościan za niski czynsz. W lipcu 1835 została aresztowana i oskarżona o utrzymywanie korespondencji z polską emigracją patriotyczną; przez ponad dwa lata przebywała kolejno w więzieniu w Warszawie, w klasztorze karmelitanek w Lublinie, w klasztorze benedyktynek w Łomży. Zwolniona została w listopadzie 1837 po licznych interwencjach u namiestnika Iwana Paskiewicza.
Opuściwszy klasztorne więzienie Sowińska powróciła do Warszawy i działalności społecznej. W latach 40. XIX wieku była bliska warszawskim entuzjastkom skupionym wokół Narcyzy Żmichowskiej. Organizowała u siebie czwartkowe spotkania dawnych uczniów i podkomendnych męża, pomagała również jego dalszym krewnym. Majątek zapisała stryjecznej wnuczce Józefa Sowińskiego.
Zmarła 9 czerwca 1860 w wieku 84 lat, po zasłabnięciu na ulicy w trakcie niesienia pomocy ubogiej kobiecie. 11 czerwca 1860 została pochowana została na cmentarzu ewangelicko-reformowanym w Warszawie (kwatera K-1.6.), a jej pogrzeb stał się manifestacją patriotyczną, pierwszą w tak wielkim wymiarze od czasu powstania listopadowego.

## Upamiętnienie
Atmosferę pogrzebu generałowej Sowińskiej opisał Józef Ignacy Kraszewski w powieści Dziecię Starego Miasta (1863).